# Station Jelenino
Station Jelenino is een spoorwegstation in de Poolse plaats Jelenino.